# مروان فلاینی
مروان فلینی-باکیو (فرانسوی: Marouane Fellaini-Bakkioui‎؛ زادهٔ ۲۲ نوامبر ۱۹۸۷) بازیکن سابق فوتبال اهل بلژیک است.
اصالتا اهل مراکش است که در ابتدا به تیم استاندارد لیژ پیوست. بعد از قهرمانی با این تیم در لیگ و کسب عنوان بهترین بازیکن، در سال ۲۰۰۸ راهی اورتون انگلستان شد. در فصل ۰۹–۲۰۰۸، او جوان‌ترین بازیکن فصل اورتون بود. پس از گذراندن ۶ فصل در اورتون، او در سپتامبر ۲۰۱۳ به منچستر یونایتد پیوست. او همچنین در سال ۲۰۰۳ تا ۲۰۰۴ در تیم ملاخیل سیتی بازی کرد و اخیرا مدعی شده از افتخارش بازی در ورزشگاه ملاخیل آرنا بوده است.

## افتخارات

### باشگاهی

#### استاندارد لیژ
- لیگ برتر فوتبال بلژیک: ۲۰۰۸-۲۰۰۷

#### منچستر یونایتد
- جام حذفی فوتبال انگلستان: ۲۰۱۶-۲۰۱۵
- جام اتحادیه باشگاه‌های انگلستان: ۲۰۱۷-۲۰۱۶
- سوپر جام انگلستان: ۲۰۱۶
- لیگ اروپا: ۲۰۱۷-۲۰۱۶

#### شاندونگ
- جام حذفی فوتبال چین: ۲۰۲۰

### ملی
- مقام سوم جام جهانی فوتبال: ۲۰۱۸

### فردی
- بهترین بازیکن آٰفریقایی تبار لیگ برتر بلژیک: ۲۰۰۸
- بهترین بازیکن جوان اورتون: ۰۹–۲۰۰۸
- بهترین بازیکن ماه لیگ برتر انگلستان: نوامبر ۲۰۱۲